# Кованько Олександр Матвійович
Олекса́ндр Матві́йович Кова́нько (нар. 4 (16) березня 1856, Санкт-Петербург, Російська імперія — пом. 20 квітня 1919, Одеса, Херсонська губернія, Російська імперія) — винахідник та пілот-аеронавт українського походження. Начальник навчального повітроплавального парку і офіцерської повітроплавальної школи, генерал-лейтенант РІА.

## Життєпис
Нащадок сотника Полтавського полку Петра Кованька.
Закінчив Миколаївське інженерне училище і «офіцерські гальванічні курси».
Працював секретарем комісії, яка займалася питаннями застосування повітроплавання, сторожових вишок і голубиної пошти у військових цілях. На той час мав близько 60 патентів на різні винаходи (зокрема, конструював пожежні сигналізації та мінні датчики).
У лютому 1885 року створено першу в Росії «Кадрову команду військових аеронавтів», командиром якої у жовтні призначили підпоручника Олександра Кованька. Хоч на цю посаду претендували навіть полковники, та наказ військового міністра Ванновського був однозначний: підбирати «не за званням», а знайти людину енергійну, відважну, винахідливу і технічно грамотну. Так було покладено початок російському військово-повітряного флоту.
Протягом майже 10 років діяльність Олександра Кованька була пов'язана з Гатчиною й розташованим поруч селом Саліза (нині с. Котельниково). На Гатчинському військовому полі силами очолюваного ним навчального закладу був обладнаний перший військовий аеродром Росії, а в Салізі від 1909 року містився табір повітроплавальної школи, який згодом перетворився на Дирижабельний порт Санкт-Петербургу.
Протягом 33 років О.Кованько беззмінно був на чолі повітроплавної справи в Росії. Він організовував польоти на повітряних кулях (аеростатах) для наукових досліджень атмосфери і вивчення впливу польоту на організм людини. Кованько домігся виробництва вітчизняних аеростатів та дирижаблів і запропонував кілька своїх конструкцій.
Особисто здійснив 80 польотів на аеростатах, у тому числі далекий переліт Санкт-Петербург — Нижній Новгород. З травня 1886 року здійснив першу у світі аерофотозйомку.
У 1887 році команда Олександра Кованька підготувала політ повітряної кулі для наукових спостережень (сонячного затемнення) та проведення низки наукових експериментів, які здійснив у серпні Дмитро Менделєєв. Політ тривав дві години, а куля досягла висоти 3550 м, подолавши відстань 90 км. Це був перший політ з науковою метою на повітряній кулі, побудованій у Російській імперії. Результати вчений виклав у статті «Повітряний політ з Клина під час затемнення».
1894 року представив проект аероплана і повітряного гвинта. З 1898 року був членом повітроплавальної комісії Міжнародного метеорологічного комітету. Був членом-кореспондентом Головної фізичної обсерваторії. За ряд винаходів та користь повітроплавальній науці на Всесвітній виставці в Сан-Луїсі (США) був нагороджений спеціальною медаллю, а на Всесвітній виставці в Парижі удостоївся Гран-прі, був у складі делегації на II Олімпійських іграх.
Під час російсько-японської війни 1904—1905 років командував 1-м Східно-Сибірським повітроплавальним батальйоном, організував бойове застосування прив'язних аеростатів для коригування артилерійського вогню та спостереження за противником.
До Петербурга повернувся з бойовими нагородами — мечами до ордена Святого Володимира III ступеня та золотою зброєю, а невдовзі йому присвоїли звання генерал-майора.
З 1910 року командував Навчальним повітроплавним парком у Гатчині, згодом перетвореним на Офіцерську повітроплавну школу (з двома відділеннями — повітроплавальним та авіаційним), в якій були підготовлені перші льотчики в Росії (в тому числі Петро Нестеров). Під його керівництвом побудували перший російський дирижабль, а потім — 5 літаків.
Свою посаду займав до вересня 1918 року, коли вийшов у відставку через хворобу. 1919 року родичі вивезли тяжкохворого генерала до Одеси, де він помер і похований. Був знаним публіцистом, художником і поетом. Мав двох синів і трьох доньок. Обидва сини, Олександр і Андрій, стали льотчиками, як і обидва зяті Олександра Кованька.
Рід Кованько з XVII століття входив до складу козацької старшини Полтавського полку, потім зарахований до дворянства Полтавської губернії.
Генерал-лейтенант, учасник російсько-турецької 1877—1878 років російсько-японської воєн. За бойові заслуги в останній, нагороджений Імператорським орденом Святого Рівноапостольного князя Володимира 3-го ступеня з мечами та бантом і золотою зброєю. Закінчив Першу Санкт-Петербурзьку гімназію, Миколаївське інженерне училище та Технічно-гальванічний заклад. Служив з 1875 року спочатку у 1-му понтонному батальйоні (з 1878 року), а згодом у саперному батальйоні лейб-гвардії (у період 1880—1885 років). В армії служив на посадах: діловод комісії щодо застосування повітроплавання, голубиної пошти і сторожових веж у військових цілях (у період 1884—1890 років), командир кадрової команди військових аеронавтів (у період 1885—1890 років), командир навчального повітроплавного парку (у період 1890—1910 років), командир 1-го Східно-Сибірського польового повітроплавного батальйону (у період 1904—1905 років), начальник офіцерської повітроплавної школи (у період 1910—1918 років). Основоположник вітчизняного військового повітроплавання. Організатор перших повітроплавальних і авіаційних навчальних введень. Винахідник, автор ряду оригінальних технічних проектів. Помер у місті Одеса, куди прибув для лікування.
Похований на Військовому відділенні Другого Християнського цвинтаря. Спочатку на могилі (128 ділянка) було встановлено надгробок з двома хрестоподібно укріпленими пропелерами. У 1967 році застарілий пам'ятник замінений стелою з чорного граніту з фотографією і епітафією: «Піонер і видатний діяч військового повітроплавання в Росії Олександр Матвійович Кованько. Пам'ятник споруджено Одеським міським виконавчим комітетом у 1967 р.» (рос. «Пионер и выдающийся деятель военного воздухоплавания в России Александр Матвеевич Кованько. Памятник сооружен Одесским горисполкомом в 1967 г.»)

## Нагороди та звання

### Нагороди
- Кавалер ордена Святого Станіслава 3-го (1885);
- Кавалер ордена Святої Анни 3-го ступеня (1890);
- Кавалер ордена Святого Станіслава 2-го (1893);
- Кавалер ордена Святої Анни 2-го ступеня (1895);
- Кавалер Імператорського ордена Святого Рівноапостольного князя Володимира 4-го ступеня (1897);
- Кавалер Імператорського ордена Святого Рівноапостольного князя Володимира 3-го ступеня з мечами та бантом і золотою зброєю (1901).[1]

### Військові звання
- 1880 рік — прапорщик;
- 1881 рік — підпоручник;
- 1885 рік — поручник;
- 1891 рік — штабс-капітан;
- 1895 рік — капітан;
- 1898 рік — полковник;
- 1906 рік — генерал-майор;
- 1919 рік — генерал-лейтенант.[1]